# 陆地之门
陆地之门（puerta de Tierra）是西班牙安达卢西亚城市加的斯城墙入口处的一个堡垒。大理石立面建于18世纪，设计更像是宗教祭坛画，而不是军事防御工事。已公布为西班牙文化财产.。
陆地之门是加的斯市最重要的纪念碑之一，将老城区（Casco Antiguo）和新城区（俗称“陆地之门”，Puerta Tierra；或“城外”，Extramuros）隔开。

## 历史
这一地区的城墙建于16世纪，1574年进行扩建，在18世纪修建了两座堡垒。1756年，何塞·巴诺拉（José Barnola）设计的大理石立面完成，被认为是宗教祭坛画，而不是军事防御工事。通往城内的立面是凯旋门式大理石门廊。20世纪上半叶，随着城市的发展，人们开始考虑拆除整个建筑群，让更多的车辆进入市中心。最后，决定填充部分护城河，并开两个新拱门。这项工作由建筑师安东尼奥·桑切斯·埃斯特夫（Antonio Sánchez Esteve）领导。城墙上飘扬着加的斯省的紫色旗帜。